# Yeshe-Ö
Yeshe-ö (959 - 1036) was de tweede koning in de successie van het koninkrijk Guge in het zuidwesten van het Tibetaans plateau. De omvang van het  koninkrijk kwam globaal overeen met het gebied van het koninkrijk Zhangzhung, dat tot de 7e eeuw had bestaan.  In de klassieke Tibetaanse geschiedschrijving wordt vooral aan Yeshe-ö het herstel van een georganiseerde en monastieke traditie van het Tibetaans boeddhisme toegeschreven.

## Achtergrond
Na de val van het Tibetaans rijk in het midden van de 9e eeuw ontstaat een politieke en staatkundige fragmentatie van Tibet. In die situatie gaan krijgsheren en hun afstammelingen  uit de periode van het rijk eigen vorstendommen creëren. De krijgsheren proberen hun positie tot vorst te legitimeren door hun afstamming terug te voeren tot de koningen van de Yarlung-dynastie.
Hedendaagse tibetologische research heeft aangetoond, dat veel van die claims onhoudbaar zijn dan wel op zijn minst hoogst dubieus. Een uitzondering daarop is de afkomst van de eerste koningen van Guge. De meeste hedendaagse tibetologen, die over dit onderwerp hebben gepubliceerd,  zijn geneigd om de afstamming van Yeshe-ö terug te voeren tot die van Ösung, de zoon van Langdarma, de laatste koning van het Tibetaanse rijk. Yeshe-ö was een zoon van Trashigon, die beschouwd wordt als  de stichter van het koninkrijk Guge.

## Stand van zaken van het boeddhisme
In de periode na de val van het rijk verdween vrijwel  iedere vorm van georganiseerd en monastiek boeddhisme in Centraal-Tibet. Er waren geen economische en financiële middelen meer aanwezig om kloosterleven of kostbare vertaalprojecten uit het Sanskriet te financieren.
Dat betekende niet dat iedere vorm van wat toen voor  boeddhisme in Tibet gehouden werd verdwenen was.  Er was een lekentraditie van ngagpa's  aanwezig. Dat waren tantrische meesters, zonder  formele  opleiding,waarvan de kennis binnen clanverband van vader op zoon werd doorgegeven en  die eigen versies van de weg naar de Verlichting nastreefden.
De later geschreven klassieke Tibetaanse geschiedschrijving maakt frequent melding van grotesk misbruik van de tantrische traditie in deze periode  Tijdens  de periode van het Tibetaans rijk hadden de koningen bevolen dat tantrische praktijk alleen beoefend en overgedragen kon worden door geschoolde monniken. Bij ontbreken daar aan leidde de beoefening van de tantra nu tot grote excessen.  De status van tantrisch  meester  was ook zeer  populair en lucratief. Het volgende gedicht van die tijd maakt dat ook duidelijk.
Voor iedere leerling zijn er een duizend meesters,
Maar niemand luistert naar de goddelijke dharma,
In ieder dorp zijn er wel tien meesters,
En het aantal tantrische assistenten daarvan is ontelbaar,

## Economische aspecten
Yeshe-ö had zich tot doel gesteld de hiërarchie tussen leerling en meester in een georganiseerd boeddhisme met een nieuwe monastieke traditie te herstellen. Een belangrijke oorzaak voor het  verdwijnen van georganiseerd boeddhisme uit Tibet was het niet meer aanwezig zijn van een economisch surplus tijdens de laatste decennia van het rijk en de periode daarna.
Ruim een eeuw na de val van het rijk was er echter in sommige delen van  Tibet weer sprake van enig economisch herstel.  Guge was door zijn geografische ligging nabij belangrijke handelsroutes als de Zijderoute  daarbij sterk in het voordeel. Yeshe-ö kon dus ook weer over enig economisch surplus beschikken om kloosterleven en kostbare religieuze vertalingen te financieren.

## De rol van Yeshe-ö
In het Tibetaans rijk was er de traditie dat een koning eerst moest zijn overleden, voordat zijn zoon hem kon opvolgen. In de vroegere perioden van de Yarlung-dynastie was er daarnaast het aspect dat een koning geacht werd te  verdwijnen als zijn erfgenaam op de leeftijd van 13 jaar meerderjarig was geworden. Die tradities hadden uiteraard een sterk destabiliserende invloed en geleid tot een zeer hoog aantal koningsmoorden. Van de laatste 14 koningen van de Yarlung-dynastie - volgens de boeddhistische geschiedschrijving grotendeels al in de boeddhistische periode van de dynastie - is de meerderheid vermoord.
In 988 vaardigt  Yeshe-ö een edict uit, waarbij het een koning mogelijk wordt af te treden als hij de rest van zijn leven in een klooster doorbrengt. Ook alle zonen van een koning buiten de erfgenaam werden verplicht het klooster in te gaan.

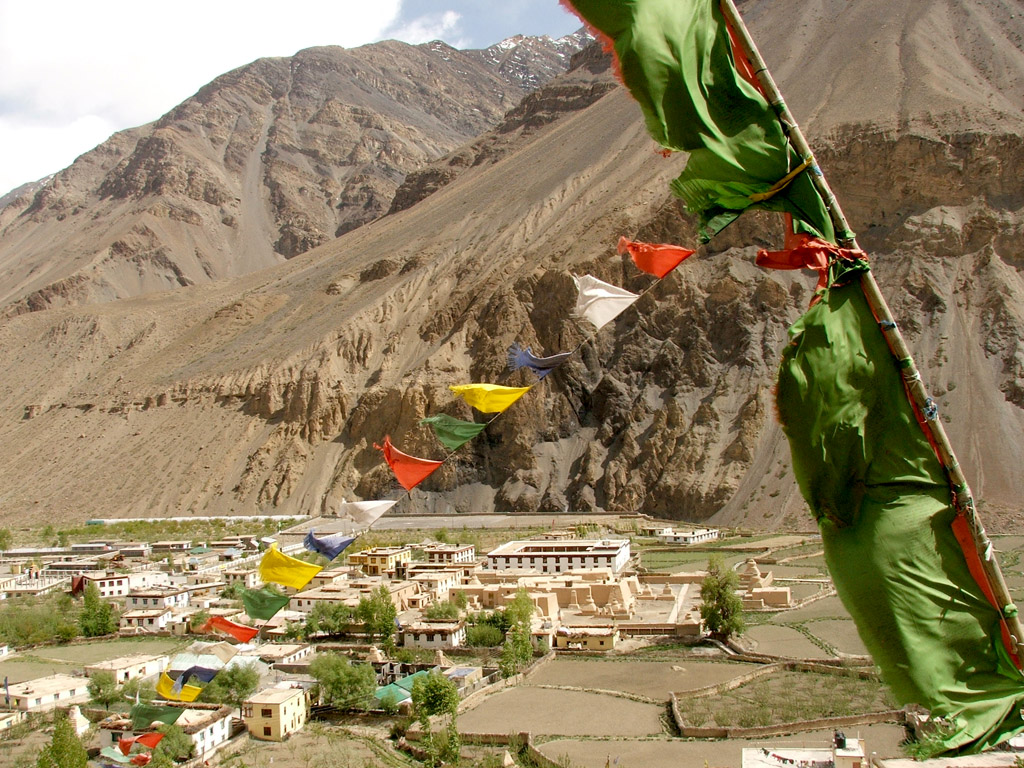
De gompa van Tabo

In de klassieke Tibetaanse geschiedschrijving selecteert Yeshe-ö 21 jongeren voor een scholing in Kashmir. Een van die jongeren zou  Rinchen Zangpo  ( 985- 1055) zijn geweest. Hoewel dit verhaal op zich evident onjuist is, weet Yeshe-ö Rinchen Zangpo wel op latere leeftijd aan zich te verbinden. Rinchen Zangpo ontwikkelt zich tot de belangrijkste vertaler uit zijn periode van  teksten uit het Sanskriet. Met financiële ondersteuning van Yeshe-ö sticht Rinchen Zangpo het klooster Tabo.

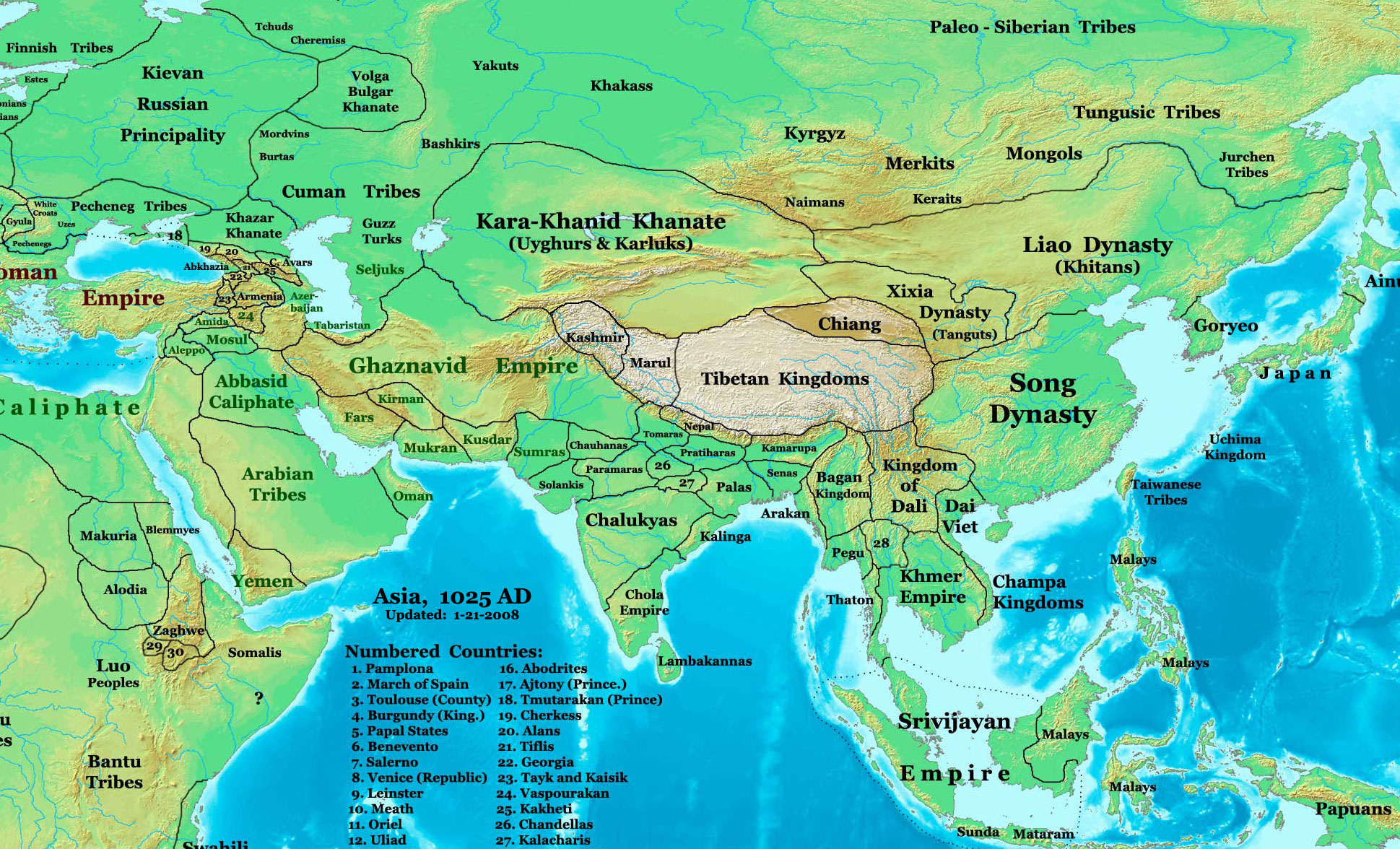
Kara-Khanid Khanaat in 1025.

Yeshe-ö zou het dagelijkse politieke en bestuurlijke management van Guge aan anderen overgelaten hebben en monnik geworden zijn. Hij vestigt zich in de door hem gestichte tempel van Toling. In de klassieke Tibetaanse geschiedschrijving komt hij echter wel weer als heerser van Guge in actie in de strijd tegen de Karlukken van het Kara-Khanid Khanaat ,een islamitische stamfederatie. In vele versies wordt daarbij het verhaal verteld dat hij daarbij gevangengenomen zou  zijn. De Karlukken boden aan hem zijn vrijheid te geven in ruil voor zijn gewicht in goud. Yeshe-ö  eiste echter van zijn erfgenamen daar niet op in te gaan met als motief dat het goud beter besteed zou kunnen worden om de beroemde Bengaalse meester Atisha uit te nodigen naar Tibet en Guge te komen. Hij zou daarop in gevangenschap gestorven zijn. In de klassieke geschiedschrijving zou dit tragische voorval voor Atisha de belangrijkste reden zijn geweest om alsnog naar Guge te reizen.
Tibetologische research van de laatste decennia heeft aangetoond, dat de rol van  Yeshe-ö hier een fictie is. Yeshe-ö overleed in 1036. In de autobiografie van Rinchen Zangpo wordt ziekte als doodsoorzaak gemeld. Atisha kan nooit eerder dan in 1042 in het westen van Tibet zijn gearriveerd. De strijd met het  Kara-Khanaat vond duidelijk plaats tijdens de periode van een van de opvolgers van Yeshe-ö. De uitnodiging aan Atisha om naar het westen van Tibet te komen,kan ook nooit van Yeshe-ö afkomstig zijn,maar moet ook door een van zijn opvolgers zijn gedaan.
Wel kan Yeshe-ö beschouwd worden als de grondlegger van de traditie van het koningshuis van Guge om een georganiseerd boeddhisme met herleving van monastieke traditie in Tibet te herstellen.